# Prêmios MTV MIAW 2018
I Prêmios MTV MIAW 2018 si sono svolti il 24 maggio 2018. A condurre lo show è stato lo youtuber brasiliano Whindersson Nunes.
La lista delle candidature è stata resa nota il 2 aprile 2018: Anita si è contesa il maggior numero di nomination della serata (9), seguita da Kevinho e Pabllo Vittar (6). A ricevere il maggior numero di premi nella serata sono stati Anitta e Felipe Neto, che ne hanno ottenuti 3.

## Esibizioni
| Artisti                           | Canzoni                               |
| --------------------------------- | ------------------------------------- |
| Pabllo Vittar e Attoxxá           | Então vai Elas gostam (Popa da bunda) |
| Alok, Zeeba e Iro                 | Ocean                                 |
| Jojo Maronttinni                  | Que tiro foi esse Vou com tudo        |
| Haikaiss e Whindersson Nunes      | Rap Lord                              |
| 1Kilo                             | Deixe-me ir                           |
| Kevinho, Tropkillaz e Busy Signal | Papum Loko                            |
| 2B, Pollo e Cynthia Luz           | Chama as amigas pro baile             |
| Anitta, MC Zaac e Maejor          | Indecente Vai malandra                |

## Nomination
In grassetto sono evidenziati i vincitori.
- Icona
  - Felipe Neto
  - Anitta
  - Kevinho
  - KondZilla
  - Neymar
  - Pabllo Vittar
  - Nego do Borel
  - Whindersson Nunes

- Artista musicale
  - Anitta
  - Alok
  - Anavitória
  - Iza
  - Kevinho
  - Ludmilla
  - Nego do Borel
  - Pabllo Vittar

- Video musicale
  - Johnny Hooker (feat. Liniker) – Flutua
  - Anitta, MC Zaac e Maejor (feat. Tropkillaz & DJ Yuri Martins) – Vai malandra
  - Alok e Mathieu Koss – Big Jet Plane
  - Tropkillaz (feat. Aloe Blacc) – Milk & Honey
  - Projota – A milenar arte de meter o louco

- Inno dell'anno
  - Anitta, MC Zaac e Maejor (feat. Tropkillaz & DJ Yuri Martins) – Vai malandra
  - 1Kilo – Deixe-me ir
  - Iza (feat. Marcelo Falcão) – Pesadão
  - Jojo Maronttinni – Que tiro foi esse
  - Kevinho – Rabiola
  - Nego do Borel (feat. Luan Santana) – Contatinho

- Inno di karaoke
  - MC Loma e as Gêmeas Lacração – Envolvimento
  - Luan Santana – Acordando o prédio
  - Marília Mendonça (feat. Bruno & Marrone) – Transplante
  - MC Don Juan – Amar amei
  - Simone & Simaria – Regime fechado

- Hit internazionale
  - Camila Cabello (feat. Young Thug) – Havana
  - Bruno Mars (feat. Cardi B) – Finesse (Remix)
  - DJ Khaled (feat. Rihanna & Bryson Tiller) – Wild Thoughts
  - Drake – God's Plan
  - Dua Lipa – New Rules
  - J Balvin, Jeon e Anitta – Machika
  - Selena Gomez – Bad Liar
  - Taylor Swift – Look What You Made Me Do

- Collaborazione dell'anno
  - Anitta e J Balvin – Downtown
  - Aretuza Lovi (feat. Pabllo Vittar & Gloria Groove) – Joga bunda
  - Eminem (feat. Ed Sheeran) – River
  - Kevinho e Simone & Simaria – Ta tum tum
  - Maluma e Nego do Borel – Corazón

- Beat BR
  - Hungria Hip Hop – Coração de aço
  - Class A – Nós dois
  - Emicida – Pantera negra
  - Haikaiss (feat. 1Kilo) – Uma noite à toa
  - Karol Conká – Lalá
  - Projota – A milenar arte de meter o louco
  - Rico Dalasam feat. Mahal Pita – Fogo em mim
  - Rincon Sapiência – Afro rep

- Esplosione K-pop
  - BTS
  - Big Bang
  - Exo
  - Girls' Generation
  - Super Junior

- Fandom
  - BTS – BTS Army
  - Anitta – Anitters
  - Camila Cabello – Camilizers
  - Demi Lovato – Lovatics
  - Ed Sheeran – Sheerios
  - Justin Bieber – Beliebers
  - Pabllo Vittar – Vittarlovers
  - Selena Gomez – Selenators

- Meme dell'anno
  - Que tiro foi esse
  - GIFs Gretchen
  - Gemidão do Zap
  - Se juntas já causa
  - Menino do Acre

- Selfie dell'anno
  - Cocielo, Whindersson Nunes, Tata e Luísa Sonza
  - Anitta e SpongeBob
  - Giovanna Ewbank e Bruno Gagliasso
  - Neymar e Thiaguinho
  - Pabllo Vittar
  - Sasha e Bruno Montaleone

- Shade dell'anno
  - Katy Perry vs Taylor Swift
  - Fifth Harmony vs Camila Cabello
  - Jelena (Justin Bieber e Selena Gomez) vs madre di Selena
  - Neymar vs Chris Brown
  - Raissa vs Gabi Prado

- Transforma MIAW
  - Marielle Franco